# Enrique Tello Quiñones
Mauro Enrique Tello Quiñones fue un militar mexicano que participó durante la Guerra contra el narcotráfico en México General de brigada diplomado del Estado Mayor. Fue comandante de la 21.a Zona Militar con base en Michoacán. En noviembre de 2005, Vicente Fox le concedió el grado de general de brigada.
Fue junto a otros 2 militares secuestrado y asesinado el 3 de febrero de 2009 en Cancún, Quintana Roo, ocurrió a menos de 24 horas de haber sido designado asesor de seguridad pública del municipio y a 20 días de su llegada a este centro vacacional, por un comando armado de Los Zetas en coalición con sicarios del Cártel de los Beltrán Leyva. Su cuerpo fue encontrado en la carretera que conecta a Cancún con Mérida unos 100 kilómetros del balneario turístico de Cancún dentro de un carro, atado de manos, con huellas de tortura (presentaba quemaduras en la piel y aparentemente tenía rotos los huesos de las manos y las muñecas) y con un tiro de gracia en la cabeza. La Secretaría de la Defensa Nacional le rindió homenaje el 4 de febrero de 2009.